# Cimetière militaire London Rifle Brigade
Le cimetière London Rifle Brigade est un cimetière militaire britannique de soldats de la Première Guerre mondiale, situé dans la commune belge de Comines-Warneton. Le cimetière est situé à environ 650 m au sud du centre du village de Ploegsteert, le long de la route d'Armentières et a été conçu par Charles Holden. Le site a une longue forme rectangulaire d'une superficie de 1 836 m² et est entouré d'un mur en pierre naturelle. Elle est entretenue par la Commonwealth War Graves Commission. Il y a 353 morts enterrés.

## Histoire
Le cimetière a été créé par des unités de la 4th Division en décembre 1914. Il fut utilisé par les soldats et les postes de secours jusqu'en mars 1918. Certaines sépultures allemandes datent d'avril et mai 1918 lorsque ce lieu tomba aux mains de l'ennemi à la suite de l'offensive allemande du printemps. En octobre 1918, deux autres tombes britanniques furent enterrées. Le nom a été donné par la London Rifle Brigade qui a enterré 22 de ses hommes ici au cours des trois premiers mois de 1915.
Il y a maintenant 263 Britanniques, 38 Australiens, 34 Néo-Zélandais et 18 Allemands enterrés.
En juin 1927, une plaque commémorative (dans l'abri nord) a été dévoilée par le lieutenant-général HFM Wilson..

## Tombes

### Soldats distingués
- Andrew Stevenson Thompson, sous-lieutenant dans le régiment d'Auckland, NZEF a reçu la Médaille du service méritoire (MSM).
- Le caporal H. Stewart du South Lancashire Regiment et le soldat J. Hoyle des Northumberland Fusiliers ont reçu la Médaille militaire (MM).

### Personnel militaire mineur
- Le caporal Francis Naylor Parr du South Lancashire Regiment et le soldat Arthur Horace Greenway du Queen's (Royal West Surrey Regiment) avaient 17 ans lorsqu'ils sont tombés au combat.

### Alias
- Le caporal J. McCarthy a servi sous le pseudonyme de J. Collins avec les South Wales Borderers.